# Benjamín Chandía
Benjamín Chandía, né le 25 novembre 2002 à Vicuña au Chili, est un footballeur chilien. Il joue au poste d'ailier gauche au Coquimbo Unido.

## Biographie

### En club
Né à Vicuña dans la région de Coquimbo au Chili, Benjamín Chandía est formé par le Coquimbo Unido, qu'il rejoint en 2018 à l'âge de seize ans. 
Il fait sa première apparition en professionnel le 10 juillet 2021, lors d'une rencontre de coupe du Chili face au CD Fernández Vial. Il entre en jeu à la place de Fernando Manríquez (en) et les deux équipes se neutralisent (0-0 score final). Lors de cette saison 2021 il participe à la remontée du club en première division, le Coquimbo Unido étant sacré champion de deuxième division et retrouvant l'élite du football chilien un an après l'avoir quittée.
Chandía se fait remarquer pour son premier match en première division en marquant également son premier but en professionnel et donc dans l'élite, face au Colo-Colo, en championnat le 27 février 2023. Titulaire, il marque au bout de cinq minutes de jeu, et contribue à la victoire de son équipe par trois buts à deux,,.
Le 19 mai 2023 il se fait remarquer en donnant la victoire à son équipe en championnat face au CD Magallanes en étant le seul buteur du match. Il marque d'une frappe lointaine placée à la suite d'un corner, et permet donc aux siens de l'emporter et de se situer à la troisième place du championnat à ce moment de la saison,.